# تحالف تطوير الديمقراطي
تحالف التطوير والديمقراطية (بالإنجليزية: Alliance for Democracy and Development)‏ هو حزب سياسي كاميروني، أسس في 4 يونيو 1991.

## أعضاء بارزون
- كود سباركل
- تحديث القائمة

- Garga Haman Adji